# Jeroen Heubach
Jeroen Heubach (Enschede, 24 september 1974) is een Nederlands voormalig voetballer die het grootste deel van zijn carrière als linksback bij FC Twente speelde. Van 2010 tot 2011 was Heubach bij FC Twente in dienst als assistent-trainer van de A1 van de Voetbalacademie en van 2011 tot 2015 van de B1 van de Voetbalacademie. Tevens onderhoudt hij namens de club contacten met supporters- en sponsorgeledingen.

## Voetbalcarrière
Enschedeër Heubach speelde op 11 december 1994 zijn eerste wedstrijd voor de Tukkers, thuis tegen MVV. Hij viel aan het begin van de tweede helft in voor Wilfried Elzinga. Na 3 seizoenen had hij echter nog maar 17 wedstrijden gespeeld. Zodoende vertrok hij naar MVV Maastricht om meer aan spelen toe te komen. Na twee seizoenen als basisspeler te hebben gediend, keerde hij terug bij FC Twente, waar hij nog 11 jaar onder contract zou staan. Tot 2008 was hij basisspeler, hierna verloor hij de concurrentiestrijd van Edson Braafheid en moest hij het doen met enkele invalbeurten. In het seizoen 2009-2010 kwam hij tot de winterstop in het geheel niet in actie. Op 23 december 2009 kwam hij, in het KNVB Bekerduel tegen Helmond Sport, voor het laatst in actie tijdens een officiële wedstrijd voor FC Twente. In de winterstop  vertrok hij op huurbasis naar NEC, waardoor hij het kampioenschap met FC Twente misliep. Bij NEC kwam hij, mede geplaagd door blessures, slechts tot 9 wedstrijden. Hierna besloot hij zijn profcarrière te beëindigen, om bij FC Twente een functie op te pakken in de jeugdopleiding.

## Trainerscarrière
Vanaf 2010 tot juli 2015 was Heubach bij FC Twente in dienst als assistent-trainer van de A1 en B1 van de Voetbalacademie. Tevens onderhield hij namens de club contacten met supporters en sponsors. In 2015 werd zijn contract, nadat de club in geldnood geraakt was, niet verlengd.

## Erelijst
FC Twente
- KNVB beker: 2000/01
- UEFA Intertoto Cup: 2006

## Statistieken
| Seizoen | Club      | Land      | Competitie | Wedstrijden | Doelpunten |
| ------- | --------- | --------- | ---------- | ----------- | ---------- |
| 1994/95 | FC Twente | Nederland | Eredivisie | 3           | 0          |
| 1995/96 | FC Twente | Nederland | Eredivisie | 8           | 0          |
| 1996/97 | FC Twente | Nederland | Eredivisie | 6           | 0          |
| 1997/98 | MVV       | Nederland | Eredivisie | 28          | 0          |
| 1998/99 | MVV       | Nederland | Eredivisie | 28          | 1          |
| 1999/00 | FC Twente | Nederland | Eredivisie | 24          | 1          |
| 2000/01 | FC Twente | Nederland | Eredivisie | 18          | 0          |
| 2001/02 | FC Twente | Nederland | Eredivisie | 23          | 2          |
| 2002/03 | FC Twente | Nederland | Eredivisie | 31          | 0          |
| 2003/04 | FC Twente | Nederland | Eredivisie | 29          | 0          |
| 2004/05 | FC Twente | Nederland | Eredivisie | 31          | 0          |
| 2005/06 | FC Twente | Nederland | Eredivisie | 28          | 0          |
| 2006/07 | FC Twente | Nederland | Eredivisie | 31          | 3          |
| 2007/08 | FC Twente | Nederland | Eredivisie | 32          | 0          |
| 2008/09 | FC Twente | Nederland | Eredivisie | 9           | 0          |
| 2009/10 | FC Twente | Nederland | Eredivisie | 0           | 0          |
| 2009/10 | → N.E.C.  | Nederland | Eredivisie | 5           | 0          |
| Totaal  | Totaal    | Totaal    | Totaal     | 334         | 7          |

## Trivia
- Supporters van FC Twente noemen hem Heubach Hooligan.
- Op 30 december 2007 speelde Heubach zijn 250e wedstrijd voor FC Twente.
- Op 18 mei 2008 werd Heubach door voormalig ploeggenoot Rob Wielaert toegezongen tijdens de huldiging voor het seizoen 2007/2008 op de Oude Markt in Enschede met Ronaldinho, Heubach komt eraan!, daarbij indirect verwijzend naar de voorrondes van de Champions League die FC Twente had bereikt.